# Elecciones generales de España de 1905
Las elecciones generales de 10 de septiembre de 1905 en España fueron las segundas convocadas en la mayoría de edad de Alfonso XIII. Su base legal fue la Constitución española de 1876, que el monarca había jurado y que estuvo vigente hasta 1923 en la época conocida como Restauración borbónica en España.
Como sucedió en todas las elecciones durante la restauración borbónica en España en estas el resultado estuvo determinado de antemano («encasillado») gracias al sistemático fraude electoral realizado mediante la red caciquil extendida por todo el territorio. En estas elecciones, como en el resto, el gobierno que las convocó las ganó, ya que en el régimen político de la Restauración los gobiernos cambiaban antes de las elecciones y no después como sucedía en los regímenes parlamentarios (no fraudulentos).

## Desarrollo
El 23 de junio de 1905 cae el gobierno conservador de Raimundo Fernández Villaverde, y Alfonso XIII nombra presidente del Consejo de Ministros de España al liberal Eugenio Montero Ríos. Inmediatamente convoca las Elecciones Generales que se celebraron el 10 de septiembre de 1905. Eugenio Montero Ríos tendrá que dimitir a los pocos meses por el escándalo del ¡Cu-Cut!.

## Resultados
Desconocemos los datos de la abstención y como era costumbre de la época se presupone una ostensible manipulación, con victoria del Partido Liberal, obteniendo la necesaria mayoría para el ejercicio del gobierno: 229 escaños. 
| Fracción                         | Diputados |
| -------------------------------- | --------- |
| Conservadores oficiales          | 96        |
| Conservadores independientes     | 26        |
| Liberales (adictos)              | 229       |
| Unión Republicana (republicanos) | 30        |
| Independientes                   | 11        |
| Demócratas                       | 9         |
| Carlistas e integristas          | 5         |
| TOTAL                            | 406       |